# Lendorf (Borken)
Lendorf ist ein Dorf im nordhessischen Schwalm-Eder-Kreis und seit 31. Dezember 1971 ein Stadtteil von Borken.

## Geographische Lage
Der Ort liegt etwa fünf Kilometer östlich der Kernstadt Borken in einer Talweitung des Lembachs, der nördlich von Lendorf in die Schwalm mündet.  Der Ort hat heute etwa 330 Einwohner. Die Gemarkung umfasst 474 Hektar. Die nächsten Nachbarorte sind, im Uhrzeigersinn von Westen ausgehend, Singlis (Stadtteil von Borken), Uttershausen, Hebel (beides Ortsteile von Wabern), Mühlhausen und Lembach (beides Stadtteile von Homberg).
Lendorf ist über die Landesstraßen 3148, 3149 und 3224 erreichbar. Der nächste Autobahnanschluss ist etwa sieben Kilometer entfernt auf die BAB 49 bei Fritzlar. Der nächste Bahnhof ist im vier Kilometer entfernten Wabern.

## Geschichte
Die älteste nachweisbare Erwähnung des Orts findet sich als „Lintdorf“ in einer Urkunde des Klosters Spieskappel aus dem Jahre 1221. Das kleine Dorf gehörte zur Landgrafschaft Hessen und war im Laufe seiner Geschichte im Besitz verschiedener und wechselnder Grundherren, so insbesondere der Herren von Uttershausen, der Klöster Spieskappel und Haina, und der Herren von Lendorf, von Löwenstein-Westerburg und von Urff.  Verwaltungsrechtlich gehörte das Dorf zumeist zum Amt Homberg, zeitweise auch zum Gericht an der Efze. Im Mittelalter findet die spätere Wüstung Alboldsberg Erwähnung. Während der kurzen Existenz des Königreichs Westphalen gehörte es von 1807 bis 1813 zum Kanton und Friedensgericht Homberg.  Ab 1821 war es Teil des neu geschaffenen Kreises Homberg und des Justizamts Borken, ab 1932 des Kreises Fritzlar-Homberg (1939 umbenannt in Landkreis Fritzlar-Homberg), und seit 1974 ist es Teil des neugebildeten Schwalm-Eder-Kreises.
Im Zuge der Gebietsreform in Hessen wurde die bis dahin selbständige Gemeinde Lendorf zum 1. Dezember 1971 mit sieben weiteren Gemeinden auf freiwilliger Basis in die Stadt Borken (Bezirk Kassel) eingegliedert. Für alle durch die Gebietsreform eingegliederten Stadtteile wurde Ortsbezirke mit Ortsbeirat und Ortsvorsteher eingerichtet.

## Bevölkerung
Einwohnerstruktur 2011
Nach den Erhebungen des Zensus 2011 lebten am Stichtag, dem 9. Mai 2011, in Lendorf 291 Einwohner. Darunter waren 6 (2,0 %) Ausländer.
Nach dem Lebensalter waren 39 Einwohner unter 18 Jahren, 102 zwischen 18 und 49, 81 zwischen 50 und 64 und 69 Einwohner waren älter. Die Einwohner lebten in 129 Haushalten. Davon waren 33 Singlehaushalte, 39 Paare ohne Kinder und 39 Paare mit Kindern, sowie 15 Alleinerziehende und 3 Wohngemeinschaften. In 51 Haushalten lebten ausschließlich Senioren und in 135 Haushaltungen lebten keine Senioren.
Einwohnerentwicklung
Die Einwohner waren bis in die frühe Neuzeit zumeist eher arme Bauern und Landarbeiter. Um 1490 sind lediglich 12 wehrhafte Männer und 8 Pflüge berichtet, und 1537 sind 10 Kötter (Kätner) und 2 Beisassen bekundet. Gegen Ende des 16. Jahrhunderts gab es 18 Hausgesesse im Dorf. Vor dem Dreißigjährigen Krieg wurden 20 verheiratete Männer gezählt, aber 1639 waren es nur noch fünf sowie zwei Witwen. Erst nach Ende des Krieges begann ein allmählicher Aufschwung. 1742 gab es 33 Häuser bzw. Hausgesesse, und die Einwohnerzahl stieg auf 220 im Jahre 1767, 280 im Jahre 1834 und 308 im Jahre 1885. Danach stabilisierte sich die Einwohnerzahl bis zum Ende des Zweiten Weltkriegs: 1939 wurden 321 Menschen im Ort gezählt. Nach Kriegsende wuchs die Einwohnerschaft durch die Ansiedlung von Ausgebombten und Heimatvertriebenen sehr erheblich an und erreichte 1950 mit 552 Menschen einen Höchststand. Doch schon in den 1960er Jahren ging diese Zahl durch stetige Abwanderung wieder erheblich zurück, 1961 waren es nur noch 410 und 1970 402 Einwohner.
| Lendorf: Einwohnerzahlen von 1834 bis 2020 | Lendorf: Einwohnerzahlen von 1834 bis 2020 | Lendorf: Einwohnerzahlen von 1834 bis 2020 | Lendorf: Einwohnerzahlen von 1834 bis 2020 | Lendorf: Einwohnerzahlen von 1834 bis 2020 |
| --- | ------------------------------------------ | ------------------------------------------ | ------------------------------------------ | ------------------------------------------ |
| Jahr |                                            |                                            |                                            | Einwohner                                  |
| 1834 | 1834                                       |                                            | 280                                        | 280                                        |
| 1840 | 1840                                       |                                            | 296                                        | 296                                        |
| 1846 | 1846                                       |                                            | 322                                        | 322                                        |
| 1852 | 1852                                       |                                            | 330                                        | 330                                        |
| 1858 | 1858                                       |                                            | 322                                        | 322                                        |
| 1864 | 1864                                       |                                            | 309                                        | 309                                        |
| 1871 | 1871                                       |                                            | 297                                        | 297                                        |
| 1875 | 1875                                       |                                            | 269                                        | 269                                        |
| 1885 | 1885                                       |                                            | 308                                        | 308                                        |
| 1895 | 1895                                       |                                            | 296                                        | 296                                        |
| 1905 | 1905                                       |                                            | 271                                        | 271                                        |
| 1910 | 1910                                       |                                            | 291                                        | 291                                        |
| 1925 | 1925                                       |                                            | 325                                        | 325                                        |
| 1939 | 1939                                       |                                            | 321                                        | 321                                        |
| 1946 | 1946                                       |                                            | 505                                        | 505                                        |
| 1950 | 1950                                       |                                            | 552                                        | 552                                        |
| 1956 | 1956                                       |                                            | 452                                        | 452                                        |
| 1961 | 1961                                       |                                            | 410                                        | 410                                        |
| 1967 | 1967                                       |                                            | 420                                        | 420                                        |
| 1970 | 1970                                       |                                            | 402                                        | 402                                        |
| 1980 | 1980                                       |                                            | ?                                          | ?                                          |
| 1990 | 1990                                       |                                            | ?                                          | ?                                          |
| 2000 | 2000                                       |                                            | ?                                          | ?                                          |
| 2011 | 2011                                       |                                            | 291                                        | 291                                        |
| 2020 | 2020                                       |                                            | 315                                        | 315                                        |
| Datenquelle: Historisches Gemeindeverzeichnis für Hessen: Die Bevölkerung der Gemeinden 1834 bis 1967. Wiesbaden: Hessisches Statistisches Landesamt, 1968. Weitere Quellen: LAGIS; Stadt Borken (Hessen), Zensus 2011 |                                            |                                            |                                            |                                            |

Historische Religionszugehörigkeit
| Quelle: Historisches Ortslexikon |                                                                    |
| • 1861:                          | alle Einwohner evangelisch-reformiert                              |
| • 1885:                          | 308 evangelische (= 100 %) Einwohner                               |
| • 1961:                          | 371 evangelische (= 83,17 %), 69 katholische (= 16,83 %) Einwohner |

Historische Erwerbstätigkeit
| • 1961 | Erwerbspersonen: 105 Land- und Forstwirtschaft, 74 Produzierendes Gewerbe, 15 Handel und Verkehr, 14 Dienstleistungen und Sonstiges |

## Politik
Für Lendorf besteht ein Ortsbezirk (Gebiete der ehemaligen Gemeinde Lendorf) mit Ortsbeirat und Ortsvorsteher nach der Hessischen Gemeindeordnung. Der Ortsbeirat besteht aus sieben Mitgliedern.
Bei den Kommunalwahlen in Hessen 2021 betrug die Wahlbeteiligung zum Ortsbeirat Lendorf 63,64 %. Alle Kandidaten gehörten der „Einheitsliste Lendorf“ an. Der Ortsbeirat wählte Norbert Kaiser zum Ortsvorsteher.

## Kirche

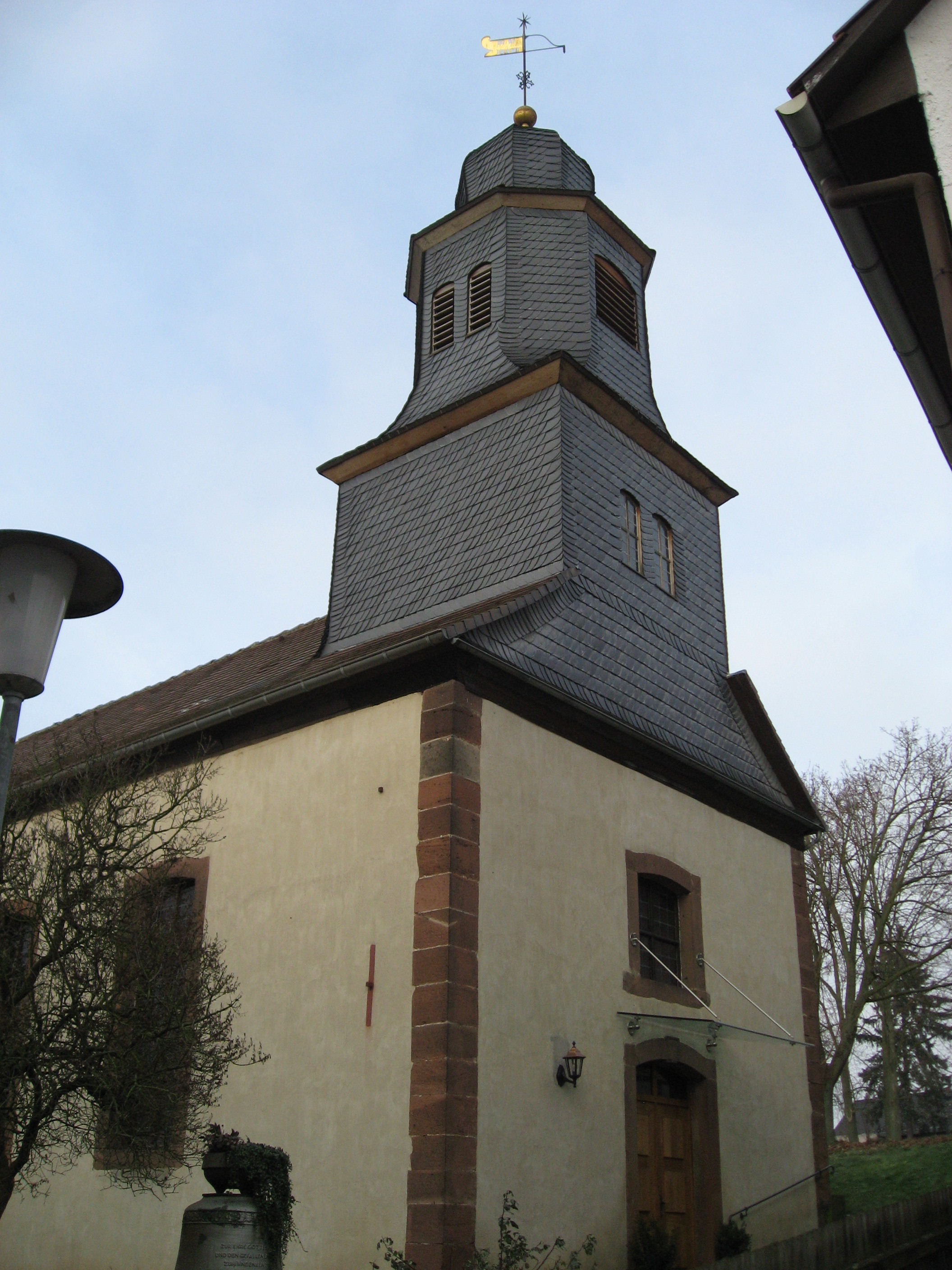
Kirche in Lendorf

Schon 1235 wird ein örtlicher Pfarrer erwähnt, und 1260 ein Leutpriester.  Die Kirche war selbständig und wurde erst um 1486 Filial von Singlis.  Das Patronat lag bis zur Reformation beim Kloster Haina, ab 1527 beim hessischen Landgrafen.  Ein Schiedsspruch im Jahre 1265 bestätigte das Patronat Hainas, sprach jedoch dem Kloster Spieskappel, das ein Drittel der Kosten des Kirchbaus beigetragen hatte, ein Drittel der Kirche und des Kirchhofs zu.  
Die heutige Kirche wurde 1791 erbaut, finanziert durch eine Spende von Georg Wittich, einem in London zu Wohlstand gekommenen ehemaligen Einwohner von Lendorf.  Der Vorgängerbau wurde bereits 1789 abgebrochen und stammte wohl aus dem Jahre 1580.  Die Orgel von 1791 war eine Spende des Lendorfer Ehepaars Werner Birner.  Die Glocke wurde schon im Jahre 1511 vom Homberger Glockengießer Kortrock gegossen.  Sie wurde gegen Ende des Dreißigjährigen Krieges nach Lohne verkauft, kam 1677 nach langem Prozessieren zurück, wurde im Zweiten Weltkrieg abgegeben, dann aber 1948 wieder zurückgeholt.

## Persönlichkeiten
- Hans Wittich (1911–1984), Mathematiker